# On Tour: Toronto/Rochester
On Tour: Toronto/Rochester ist ein Jazzalbum des Trio X von Joe McPhee, Dominic Duval und Jay Rosen. Die am 24. März in der Veranstaltungsstätte Bug Jar, Rochester, New York, und am 25. März 2001 in der St. George the Martyr Church, Toronto, live entstandenen Aufnahmen erschienen 2001 auf Cadence Jazz Records.

## Hintergrund
Dies war die dritte Veröffentlichung von Joe McPhee, Dominic Duval und Jay Rosen, drei Musiker, die gemeinsam als Trio X bekannt waren. Der Unterschied zu den vorangegangenen Alben liege in der Beziehung zum Great American Songbook, notierte John Sharpe – diesmal hört man Versionen von Songs wie „My Funny Valentine“ und „Send in the Clowns“ sowie „Blue Monk“ und eine ungewöhnliche Version von „Try a Little Tenderness“ zusammen mit McPhees Klassiker, den er für Ornette Coleman geschrieben hatte, „Old Eyes“. McPhee hatte „My Funny Valentine“ bereits auf der früheren „Watermelon Suite“ des Trios auf CIMP gespielt, während McPhee und Michael Bisio die Monk-Melodie auf „Finger Wigglers“, ebenfalls auf CIMP, erforscht hatten.

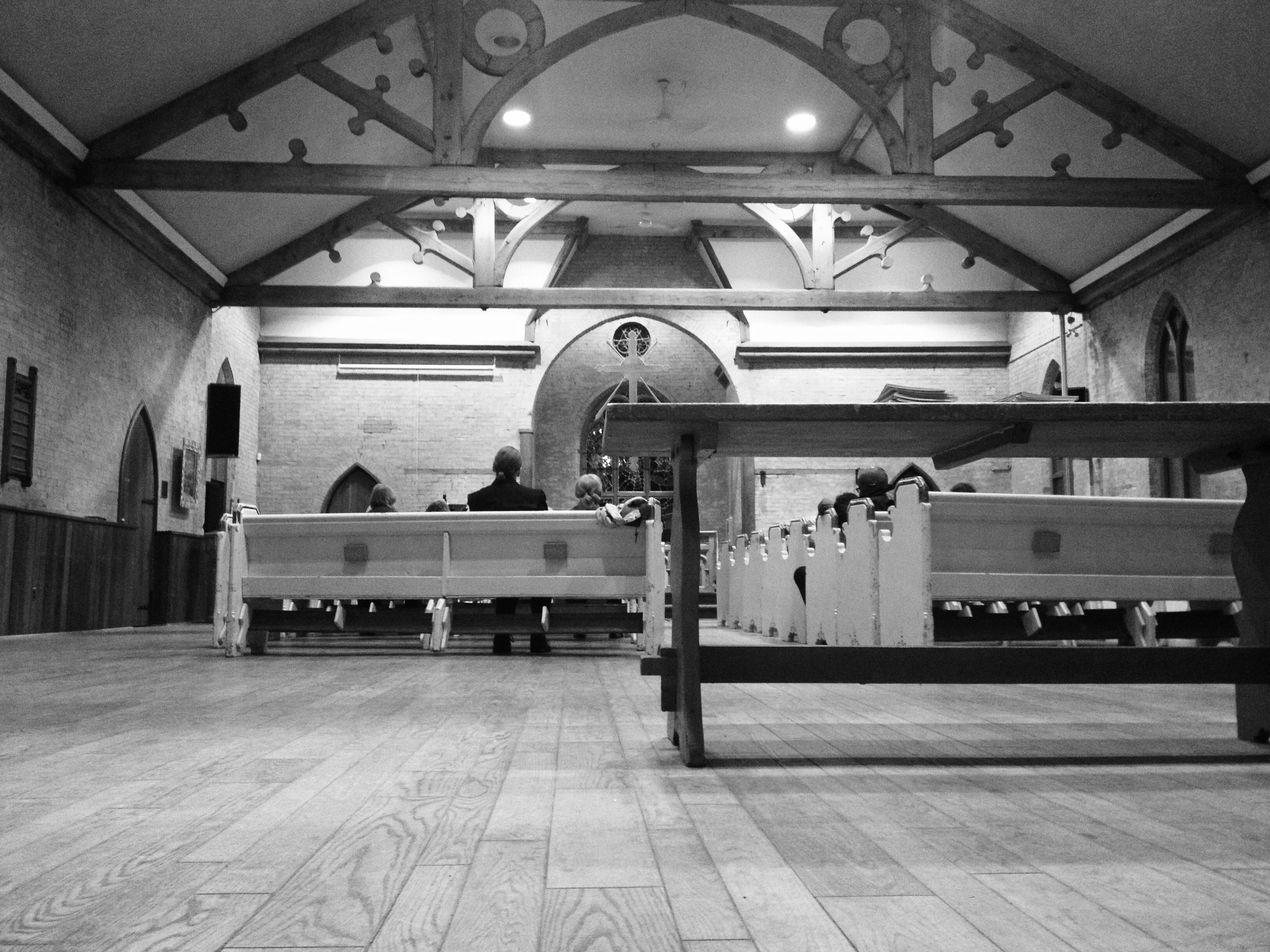
Innenraum der St George the Martyr Church in Toronto

## Titelliste
- Joe McPhee Trio X: On Tour: Toronto/Rochester (Cadence Jazz Records CJR 1134)[3]

1. Monkin' Around (Blue Monk) (Thelonious Monk) 16:09
2. Try a Little Tenderness (Jimmy Campbell, Reginald Connelly, Harry Woods) 13:06
3. My Funny Valentine (Lorenz Hart, Richard Rodgers) 13:39
4. Trail of Tears (For Jim Pepper) (Referencing Send in the Clowns) (Stephen Sondheim) 21:52
5. Old Eyes (Joe McPhee) 8:59

## Rezeption
Steve Loewy verlieh dem Album in Allmusic viereinhalb Sterne und schrieb, dies sei ein kraftvoller Live-Mitschnitt von einer Tournee der als Trio X bekannten Gruppe. Bei dem Kaliber der Musiker des Trios ist es nicht verwunderlich, dass diese ungewöhnlichen Interpretationen eine gleichbleibend hohe Qualität aufweisen, die größtenteils lediglich auf erkennbare Melodien hinweisen würden. Die drei Musiker hielten das Interesse für jeden der langen Tracks (der längste fast 22 Minuten) stets aufrecht, ohne sich zu wiederholen oder dass die Ideen drohten auszugehen. Das Album sei die pure Freude.
Nach Ansicht von John Sharpe, der das Album in All About Jazz rezensierte, seien einige der Melodien als Teil der Flugbahn der Gruppenimprovisation entstanden, fast so, als ob sie während der Aufführung aufgedeckt und dann auf ihre Wirkung hin untersucht worden wären. Resümierend zitiert er den Produzenten Bob Rusch, der in seinen Liner Notes zur ersten CD der Gruppe das Trio X „als die sanfte Avantgarde, sanft und gefühlvoll“, charakterisiert hatte.
Richard Cook und Brian Morton zeichneten das Album lediglich mit drei Sternen aus und schrieben in der sechsten Auflage des Penguin Guide to Jazz, die Reise beginne mit „Blue Monk“, gefolgt von klaren Standards und einer eigentümliche Version von „Send in the Clouds“, die als Widmung an Jim Pepper gedacht war. Ein neuer Blick auf „Old Eyes“, ein McPhee-Grosse-Hit, beende die Darbietung. Joe McPhee greife für ein Stückchen wieder zur Trompete, aber trotz einiger lebhafter Momente wirke dies wie ein zerrissenes Dokument.